# Altarstein Latrop

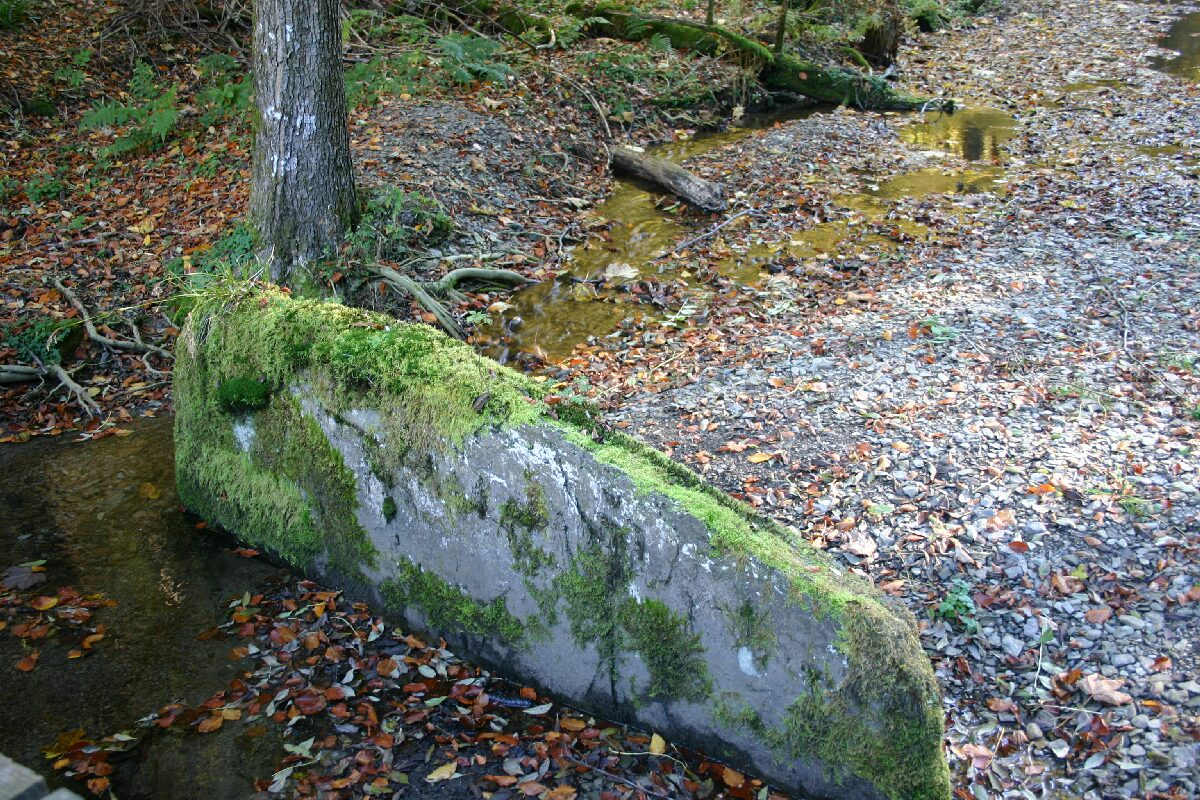
Senkrecht im Bach stehende Steinplatte des ehemaligen „heidnischen Altars“.

Der denkmalgeschützte Altarstein Latrop im Grubental bei Latrop (Stadt Schmallenberg) soll an eine alte heidnische Opferstätte erinnern. 

## Geschichte
Es handelt sich um eine senkrecht im Schladebach stehende Steinplatte am oberen Rande eines kleinen aufgestauten Sees.
Nach einer alten Sage soll sich auf der kleinen Waldlichtung eine Drude, die als Priesterin und Prophetin  bei den Bergbewohnern in hohem Ansehen stand, aufgehalten haben. Sie brachte einst an dem hohen Altarstein dem Gott Wotan Brandopfer dar. Die in den Bergen hausenden Heiden, welche noch an dem Glauben ihrer Vorfahren hingen, kamen hierher, um sich bei ihr Trost und Hoffnung zu holen. Hier waren sie vor den Christen sicher und konnten ihren Göttern ungestört huldigen. Aus schweren Steinen errichteten sie einen Opferaltar. Dann führten sie ein fehlerloses Fohlen herbei, das noch keinen Wagen gezogen und noch keinen Sattel getragen hatte. Bevor die Feier begann, stellten sie Wächter an alle Pfade und Wege, damit kein Unberufener die heilige Feier störe. Ehrfürchtig grüßten sie nun die Drude, die im lang wallenden Leinengewande den heiligen Dienst versah. Die Männer, die im weiten Kreis mit Schwert und Schild den Altar umstanden, verfolgten mit Andacht das Tun der weisen Priesterin. 
Nach beendetem Opfermahl trennten sie sich und zogen auf versteckten Pfaden in ihre Heimstätten zurück. Da aber die Lehre vom neuen Christenglauben immer mehr Anhänger fand, wanderte die Drude schließlich fort; der Altarstein stürzte mit der Zeit ein. 

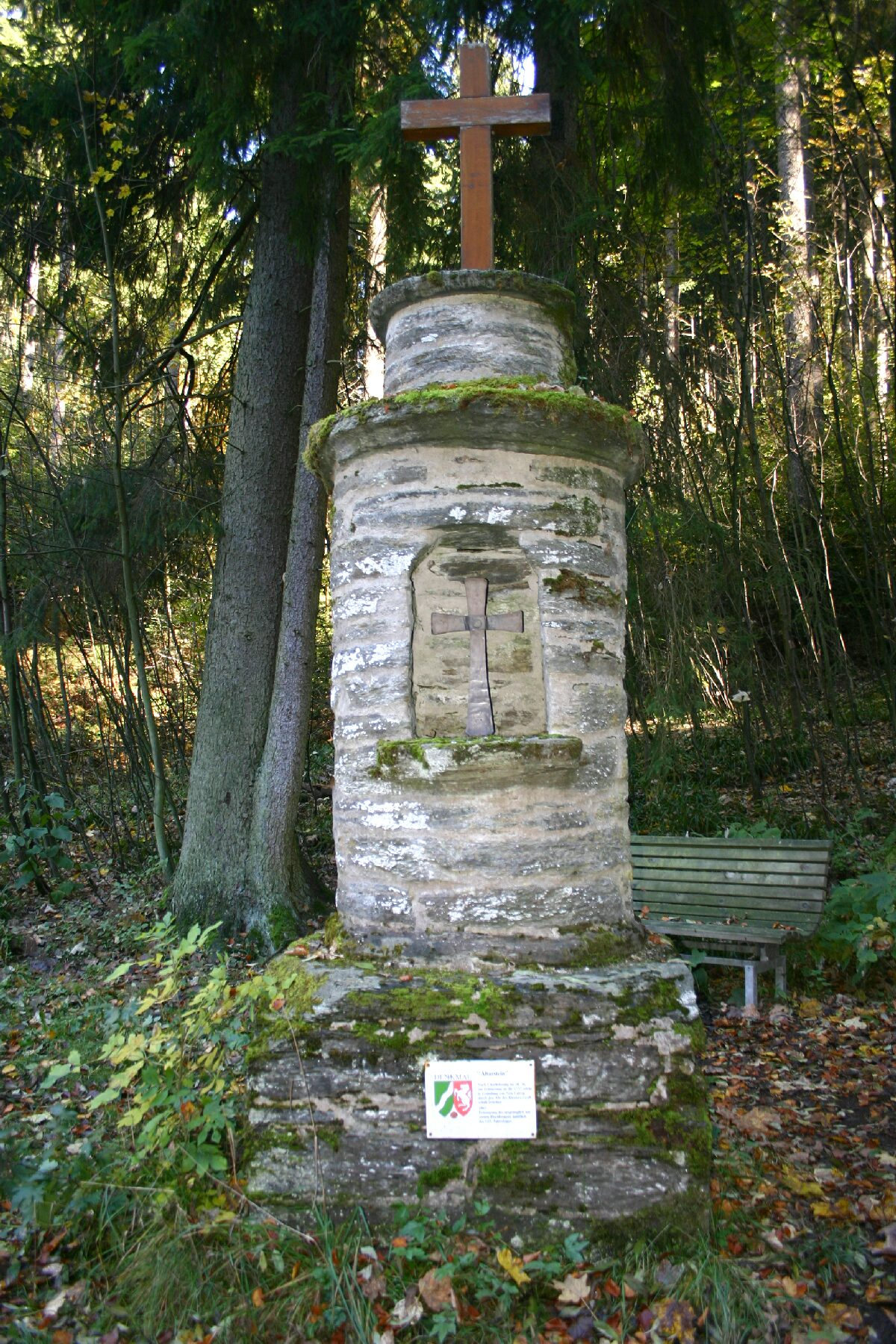
Steinerne Gedenksäule von 1862.

An der heidnischen Stätte errichteten Mönche aus dem nahen Kloster Grafschaft neben den Altarsteinen etwa um 1737 bis 1739 als Erinnerung an die erneute Gründung des in der Soester Fehde um 1444 wüst gefallenen Ortes Latrop ein hölzernes Gedenkkreuz. Die damaligen Bewohner zogen sich in die schützenden Mauern der Stadt Schmallenberg zurück, wo sie zu jener Zeit sicherer leben konnten.
Im Jahre 1862 wurde das hölzerne Kreuz durch eine aus Bruchstein gemauerte Gedenksäule ersetzt.
Ein anderer Grund, die Säule hier zu errichten, könnte daher stammen, dass der Abt Josias Poolmann aus Grafschaft 1737 eine große Grenzbegehung durchführte, die ihn auch in die Nähe des oberen Schladebaches führte. Hier feierte er ein Messopfer und ließ diese Stelle in eine Karte eintragen. 
Es wird vermutet, dass der Klosterarchitekt Michael Spanner den Entwurf geschaffen und Meister Melchior Klug aus Rüthen, der talentvolle Steinhauer, ihn ausgeführt hat. 
Die Jahreszahl „1862“ im Sockel der Säule erinnert an die Erneuerung des hölzernen Hochkreuzes. Das Jahr 1862 war ein Erinnerungs- und zugleich ein Jubiläumsjahr: 125 Jahre waren vergangen seit der Wiedererstehung von Latrop und 100 Jahre seit dem Wiedereinzug der Mönche ins neuerbaute Kloster Grafschaft.
Im Jahre 1982 wurde diese Gedenkstätte renoviert und unter Denkmalschutz gestellt.